# Juan David Valencia
Juan David Valencia Hinestroza (Medellín, Antioquia Colombia; 15 de enero de 1986) es un futbolista colombiano. Su posición normal es Lateral izquierdo aunque también se desempeña en las posiciones de Interior  Izquierdo y Carrilero. El jugador Antioqueño inició su carrera en el Independiente Medellín y ha jugado en grandes equipos del Fútbol Colombiano como Atlético Huila, Junior de Barranquilla, Atlético Nacional e Independiente Santa Fe. Tuvo un breve paso por el fútbol Venezolano y actualmente es retirado sin mayores informes.

## Trayectoria

### Independiente Medellín
Debutó como profesional en el año 2004 con el Independiente Medellín, siendo una de las promesas del club. En el 2005 fue inscrito por el club para jugar la Copa Libertadores 2005 dándole su primera experiencia en un torneo internacional.

### Caracas F.C.
Luego de estar 3 años en el Independiente Medellín, y al no tener mucha continuidad, fue transferido al Caracas F. C. de la primera división de Venezuela para afrontar la temporada 2007/08 del fútbol venezolano. 

### Atlético Huila
Luego de su experiencia en Venezuela, regresó al fútbol colombiano para jugar en el Atlético Huila de la primera división colombiana con un contrato de 1 año, donde se afianzó como titular llegando a marcar 8 goles

### Regreso al Independiente Medellín
Luego de su paso por el Atlético Huila, volvió al Independiente Medellín donde jugó por año y medio siendo una de las figuras del equipo campeón de Leonel Álvarez en el Torneo Finalización 2009, certamen en el cual marcó un gol en 23 juegos. Para el 2010 jugó 37 partidos con el club marcando 2 goles y siendo el titular del equipo en la liga y en la Copa Libertadores, llegando incluso a ser convocado a la selección nacional colombiana jugando ese año 4 partidos con el combinado nacional.

### Junior de Barranquilla
Para el 2011 fue transferido al Junior, club con el cual volvió a jugar la Copa Libertadores y cuyas actuaciones lo llevaron a ser convocado para jugar la Copa América 2011. Con el Junior quedó campeón del torneo finalización 2011 siendo figura del club y marcando en el año 6 goles, siendo el más importante uno de tiro libre frente a Millonarios en las semifinales, poniendo el 2-3 del marcador global de la serie, siendo parte del gol del 3-3 definitivo, en la serie de penaltis convirtió su gol y pasaron a la final donde a la postre quedarían campeones. 

### Atlético Nacional
En enero del 2012 fue transferido al Atlético Nacional donde volvería a jugar de nuevo la Copa Libertadores; en la primera fecha del certamen continental anotó un gol frente a la U. de Chile en la victoria 2-0 en Medellín, pero salió lesionado por lo que se perdió varios partidos del semestre. Volvió de su lesión marcándole un doblete al Itagüí en la fase de grupos de la copa Colombia de ese año. Durante el 2012 quedó campeón de la superliga de campeones 2012 frente al Junior (su anterior club) además de la Copa Colombia 2012 (donde anotó un gol en la final). El año siguiente quedó campeón del Torneo Apertura 2013 y de la Copa Colombia 2013 (volviendo a anotar en la final) además de jugar en la copa suramericana donde anotó un gol frente al Guaraní del Paraguay en los dieciseisavos de final del certamen.

### Independiente Santa Fe
El 30 de diciembre de 2015 se confirma su fichaje por el club capitalino. Valencia firma por tres años con el expreso rojo, sus derechos deportivos son adquiridos casi en su totalidad, el club verdolaga de donde es procedente se quedó con un pequeño porcentaje.

## Selección Colombia
Fue convocado por el técnico Hernán Darío Gómez para jugar en la Copa América 2011 realizada en Argentina con la Selección Colombia, la cual fue eliminada en cuartos de final al perder 2-0 contra Perú, Valencia estuvo todos los partidos en el banquillo.

### Participaciones enCopas América
| Copa América      | Sede      | Resultado        | PJ                           | GA | Asis |
| ----------------- | --------- | ---------------- | ---------------------------- | -- | ---- |
| Copa América 2011 | Argentina | Cuartos de final | 0 (4 partidos como suplente) | 0  | 0    |

### Participaciones enEliminatorias al Mundial
| Eliminatoria                         | Sede del Mundial | Posición      | Resultado   | PJ                                | GA | Asis |
| ------------------------------------ | ---------------- | ------------- | ----------- | --------------------------------- | -- | ---- |
| Eliminatorias Mundial de Brasil 2014 | Brasil           | 2°lugar 30pts | Clasificado | 0 (4 convocatorias como suplente) | 0  | 0    |

## Clubes y estadísticas
| Independiente Medellín · Colombia |               |               |     |    |    |    |    |     |     |      |      |
| 1.ª | 2004          | 3             | 0   | —  | —  | —  | —  | 3   | 0   | 0,00 |      |
| 1.ª | 2005          | 9             | 0   | —  | —  | 0  | 0  | 9   | 0   | 0,00 |      |
| 1.ª | 2006          | 7             | 0   | —  | —  | 0  | 0  | 7   | 0   | 0,00 |      |
| 1.ª | 2007          | 1             | 0   | —  | —  | —  | —  | 1   | 0   | 0,00 |      |
| Total club | Total club    | 20            | 0   | 0  | 0  | 0  | 0  | 20  | 0   | 0,00 |      |
| Caracas · Venezuela |               |               |     |    |    |    |    |     |     |      |      |
| 1.ª | 2008          | 18            | 1   | —  | —  | 6  | 1  | 24  | 2   | 0,05 |      |
| Total club | Total club    | 18            | 1   | 0  | 0  | 6  | 1  | 24  | 2   | 0,05 |      |
| Atlético Huila · Colombia |               |               |     |    |    |    |    |     |     |      |      |
| 1.ª | 2008          | 11            | 3   | 1  | 0  | —  | —  | 12  | 3   | 0,27 |      |
| 1.ª | 2009          | 17            | 5   | 1  | 0  | —  | —  | 18  | 5   | 0,29 |      |
| Total club | Total club    | 28            | 8   | 2  | 0  | 0  | 0  | 30  | 8   | 0,28 |      |
| Independiente Medellín · Colombia |               |               |     |    |    |    |    |     |     |      |      |
| 1.ª | 2009          | 23            | 1   | —  | —  | —  | —  | 23  | 1   | 0,04 |      |
| 1.ª | 2010          | 31            | 2   | 0  | 0  | 6  | 0  | 37  | 2   | 0,05 |      |
| Total club | Total club    | 54            | 3   | 0  | 0  | 6  | 0  | 60  | 3   | 0,05 |      |
| Junior · Colombia |               |               |     |    |    |    |    |     |     |      |      |
| 1.ª | 2011          | 31            | 5   | 1  | 0  | 7  | 1  | 39  | 6   | 0,15 |      |
| Total club | Total club    | 31            | 5   | 1  | 0  | 7  | 1  | 39  | 6   | 0,15 |      |
| Atlético Nacional · Colombia |               |               |     |    |    |    |    |     |     |      |      |
| 1.ª | 2012          | 26            | 3   | 12 | 3  | 5  | 1  | 43  | 7   | 0,16 |      |
| 1.ª | 2013          | 35            | 3   | 11 | 1  | 7  | 1  | 53  | 5   | 0,09 |      |
| 1.ª | 2014          | 23            | 5   | 8  | 0  | 14 | 0  | 45  | 5   | 0,11 |      |
| 1.ª | 2015          | 18            | 3   | 2  | 0  | 7  | 0  | 27  | 3   | 0,11 |      |
| Total club | Total club    | 102           | 14  | 33 | 4  | 33 | 2  | 168 | 20  | 0,12 |      |
| Santa Fe · Colombia |               |               |     |    |    |    |    |     |     |      |      |
| 1.ª | 2016          | 9             | 0   | 0  | 0  | 1  | 0  | 10  | 0   | 0,00 |      |
| Total club | Total club    | 9             | 0   | 0  | 0  | 1  | 0  | 10  | 0   | 0,00 |      |
| Independiente Medellín · Colombia |               |               |     |    |    |    |    |     |     |      |      |
| 1.ª | 2016          | 13            | 1   | 5  | 0  | 6  | 0  | 24  | 1   | 0,04 |      |
| 1.ª | 2017          | 12            | 3   | 3  | 0  | 6  | 0  | 21  | 3   | 0,14 |      |
| Total club | Total club    | 25            | 4   | 8  | 0  | 12 | 0  | 45  | 4   | 0,08 |      |
| Santa Fe · Colombia |               |               |     |    |    |    |    |     |     |      |      |
| 1.ª | 2017          | 22            | 3   | 3  | 0  | 4  | 0  | 29  | 3   | 0,10 |      |
| 1.ª | 2018          | 3             | 0   | 0  | 0  | 6  | 0  | 9   | 0   | 0,00 |      |
| 1.ª | 2019          | 6             | 1   | 1  | 1  | —  | —  | 7   | 2   | 0,28 |      |
| Total club | Total club    | Total club    | 31  | 4  | 4  | 1  | 10 | 0   | 45  | 5    | 0,11 |
| Total carrera | Total carrera | Total carrera | 318 | 39 | 48 | 5  | 75 | 4   | 441 | 48   | 0,10 |
| (1) Incluye datos de la Copa Colombia ;Superliga de Colombia. (2) Incluye datos de Copa Sudamericana / Copa Libertadores. (3) No incluye goles en partidos amistosos. |               |               |     |    |    |    |    |     |     |      |      |

## Palmarés

### Campeonatos nacionales
| Título                | Club                   | País     | Año  |
| --------------------- | ---------------------- | -------- | ---- |
| Torneo Finalización   | Independiente Medellín | Colombia | 2009 |
| Torneo Finalización   | Junior                 | Colombia | 2011 |
| Superliga de Colombia | Atlético Nacional      | Colombia | 2012 |
| Copa Colombia         | Atlético Nacional      | Colombia | 2012 |
| Torneo Apertura       | Atlético Nacional      | Colombia | 2013 |
| Copa Colombia         | Atlético Nacional      | Colombia | 2013 |
| Torneo Finalización   | Atlético Nacional      | Colombia | 2013 |
| Torneo Apertura       | Atlético Nacional      | Colombia | 2014 |
| Torneo Finalización   | Atlético Nacional      | Colombia | 2015 |